# CODATA
CODATA (Comité de Información para Ciencia y Tecnología, en inglés Committee on Data for Science and Technology) fue establecido en 1966 como un comité científico interdisciplinario del Consejo Internacional para la Ciencia (ICSU), formalmente el Concilio Internacional de Científicos Unidos, que tiene su sede en París. Su objetivo es buscar la mejora de la compilación, evaluación crítica, almacenamiento y recuperación de información relevante para la ciencia y la tecnología.
El Grupo de trabajo CODATA en Constantes fundamentales fue establecido en 1969. Su propósito es proveer periódicamente a las comunidades internacionales científicas y tecnológicas de un conjunto de constantes físicas fundamentales y factores de conversión aceptados internacionalmente, para uso mundial. El primer conjunto de estándares CODATA fue publicado en 1973, el segundo en 1986, el tercero en 1988, el cuarto en 2002 y el quinto en 2006.
Los valores de constantes físicas recomendadas por el CODATA son publicadas en el NIST, Referencia en Constantes, Unidades e Incertidumbre.